# ニューファンドランド標準時
| UTC-3:30 | ニューファンドランド標準時 （ニューファンドランド夏時間はUTC-2:30） |
| UTC-4    | 大西洋標準時（大西洋夏時間はUTC-3）                                 |
| UTC-5    | 東部標準時（東部夏時間はUTC-4）                                     |
| UTC-6    | 中部標準時（中部夏時間はUTC-5）                                     |
| UTC-7    | 山岳部標準時（山岳部夏時間はUTC-6）                                 |
| UTC-8    | 太平洋標準時（太平洋夏時間はUTC-7）                                 |
| UTC-9    | アラスカ標準時（アラスカ夏時間はUTC-8）                             |
| UTC-10   | ハワイ・アリューシャン標準時                                        |

| UTC+10 | チャモロ標準時 |
| UTC-11 | サモア標準時   |

ニューファンドランド標準時（ニューファンドランドひょうじゅんじ、Newfoundland Standard Time: 略称NST）は、協定世界時 (UTC) を3時間30分遅らせた、カナダのニューファンドランド島等の地域の標準時である。「-0330(NST)」のように表示する。

## 概要
この時間帯はカナダのみで使用されている。法的には、ニューファンドランド・ラブラドール州全域がこの時間帯に属するが、実際にはニューファンドランド島とラブラドール地方南東部のブラック・ティックルより南の地域でのみ使用されている。ラブラドール地方のそれ以外の地域（カートライトより北及び西）では大西洋標準時が使用される。
この時間帯は、かつてニューファンドランド島が独立した植民地であった頃の名残である。1963年に州政府が他の大西洋諸州と同じ時間帯に移行する計画を立てた際、住民からの強い反対が有り断念した。
現在、ニューファンドランド・ラブラドール州は全域で夏時間を採用している。2007年に北米の他地域と同様、夏時間の延長を開始した。
カナダの大部分より最も早い独特な時間帯のため、ニューファンドランド島はしばしば注目を浴びることがある。例えばハリー・ポッターと謎のプリンスやHalo 2は世界で最も早く発売した地域として注目を集めた。

## 主な該当地域
- ニューファンドランド島
  - セントジョンズ